# Jorge Pombo
Jorge Marcos Pombo Escobar (Zaragoza, Aragón, 22 de febrero de 1994), más conocido como Jorge Pombo, es un futbolista español. Juega como delantero y su equipo es el Kifisia F. C. de la Segunda Superliga de Grecia.

## Trayectoria
Formado en las categorías inferiores del Real Zaragoza, y la Unión Deportiva Amistad de Zaragoza, realiza la pretemporada en 2016 con el primer equipo en Boltaña, tras una gran segunda vuelta con el Deportivo Aragón que luchó por ascender a la Segunda División B de España, con notorias actuaciones individuales en los play-off de ascenso. Así comienza la campaña siendo tenido en cuenta por los técnicos como un relevo para los centrocampistas del primer equipo. Debutaría con el Real Zaragoza, en el Estadio de La Romareda, durante el encuentro de Copa del Rey contra el Real Valladolid, el 7 de septiembre de 2016, partiendo como titular en un once que alineó Luis Milla junto varios compañeros del filial, siendo uno de los mejores del equipo, en un partido que sin embargo acabaría con la derrota blanquilla por 1 a 2, cayendo su conjunto eliminado de la competición. Posteriormente debutaría en Segunda División con el primer equipo, en el partido disputado contra el Club Gimnàstic de Tarragona que finalizaría con empate a cero, partiendo esta vez desde el banquillo, en sustitución de Álex Barrera.
En enero de 2020 llegó cedido al Cádiz C. F., siendo posteriormente adquirido en propiedad. 
El 31 de agosto de 2021 el conjunto gaditano lo cedió una temporada al Real Oviedo, entonces en la Segunda División, que se guardaba una opción de compra al final de la misma. Esta no se hizo efectiva y el 1 de septiembre de 2022 rescindió su contrato para fichar por el Racing de Santander.
En su segundo año en Santander apenas jugó dos partidos, por lo que el 1 de febrero de 2024 acordó su salida y se unió al F. C. Andorra para lo que restaba de temporada. Con este equipo disputó trece encuentros y la siguiente la empezó sin equipo hasta que en septiembre fichó por el Kifisia F. C. griego.

## Estadísticas
Actualizado al último partido disputado el 11 de mayo de 2025.
| Club                                                                                                | Div.          | Temporada     | Liga  | Liga  | Copas nacionales(1) | Copas nacionales(1) | Copas internacionales(2) | Copas internacionales(2) | Total | Total |
| Club                                                                                                | Div.          | Temporada     | Part. | Goles | Part.               | Goles               | Part.                    | Goles                    | Part. | Goles |
| --------------------------------------------------------------------------------------------------- | ------------- | ------------- | ----- | ----- | ------------------- | ------------------- | ------------------------ | ------------------------ | ----- | ----- |
| Deportivo Aragón · España                                                                           | 3.ª           | 2013-14       | 15    | 3     | —                   | —                   | —                        | —                        | 15    | 3     |
| Deportivo Aragón · España                                                                           | 2.ª B         | 2014-15       | 33    | 1     | —                   | —                   | —                        | —                        | 33    | 1     |
| Deportivo Aragón · España                                                                           | 3.ª           | 2015-16       | 21    | 5     | —                   | —                   | —                        | —                        | 21    | 5     |
| Deportivo Aragón · España                                                                           | 3.ª           | 2016-17       | 8     | 9     | —                   | —                   | —                        | —                        | 8     | 9     |
| Deportivo Aragón · España                                                                           | Total club    | Total club    | 77    | 18    | 0                   | 0                   | 0                        | 0                        | 77    | 18    |
| Real Zaragoza · España                                                                              | 2.ª           | 2016-17       | 16    | 2     | 1                   | 0                   | —                        | —                        | 17    | 2     |
| Real Zaragoza · España                                                                              | 2.ª           | 2017-18       | 34    | 5     | 4                   | 2                   | —                        | —                        | 38    | 7     |
| Real Zaragoza · España                                                                              | 2.ª           | 2018-19       | 39    | 4     | 2                   | 1                   | —                        | —                        | 41    | 5     |
| Real Zaragoza · España                                                                              | 2.ª           | 2019-20       | 10    | 0     | 1                   | 0                   | —                        | —                        | 11    | 0     |
| Real Zaragoza · España                                                                              | Total club    | Total club    | 99    | 11    | 8                   | 3                   | 0                        | 0                        | 107   | 14    |
| Cádiz C. F. · España                                                                                | 2.ª           | 2019-20       | 12    | 0     | 0                   | 0                   | —                        | —                        | 12    | 0     |
| Cádiz C. F. · España                                                                                | 1.ª           | 2020-21       | 12    | 1     | 3                   | 0                   | —                        | —                        | 15    | 1     |
| Cádiz C. F. · España                                                                                | Total club    | Total club    | 24    | 1     | 3                   | 0                   | 0                        | 0                        | 27    | 1     |
| Real Oviedo · España                                                                                | 2.ª           | 2021-22       | 23    | 1     | 1                   | 0                   | —                        | —                        | 24    | 1     |
| Real Oviedo · España                                                                                | Total club    | Total club    | 23    | 1     | 1                   | 0                   | 0                        | 0                        | 24    | 1     |
| Racing de Santander · España                                                                        | 2.ª           | 2022-23       | 32    | 4     | 1                   | 0                   | —                        | —                        | 33    | 4     |
| Racing de Santander · España                                                                        | 2.ª           | 2023-24       | 1     | 0     | 1                   | 0                   | —                        | —                        | 2     | 0     |
| Racing de Santander · España                                                                        | Total club    | Total club    | 33    | 4     | 2                   | 0                   | 0                        | 0                        | 35    | 4     |
| F. C. Andorra · Andorra                                                                             | 2.ª           | 2023-24       | 13    | 0     | —                   | —                   | —                        | —                        | 13    | 0     |
| F. C. Andorra · Andorra                                                                             | Total club    | Total club    | 13    | 0     | 0                   | 0                   | 0                        | 0                        | 13    | 0     |
| Kifisia F. C. · Grecia                                                                              | 2.ª           | 2024-25       | 22    | 7     | 3                   | 0                   | —                        | —                        | 25    | 7     |
| Kifisia F. C. · Grecia                                                                              | Total club    | Total club    | 22    | 7     | 3                   | 0                   | 0                        | 0                        | 25    | 7     |
| Total carrera                                                                                       | Total carrera | Total carrera | 291   | 42    | 17                  | 3                   | 0                        | 0                        | 308   | 45    |
| (1) Incluye datos de la Copa del Rey, Copa de Grecia y Supercopa de la Segunda Superliga de Grecia. |               |               |       |       |                     |                     |                          |                          |       |       |